# Пурділ-хан
Пурділ-хан (1785  — 22 червня 1830) — 2-й володар Кандагарського ханства.

## Життєпис
Походив з племені Мухаммадзай з пуштунського племенного об'єднання баракзай. Син сарафразхана Паїнда Хана. 1799 року разом з іншими братами приєднався до старшого брата Фатіх Хана, що  після загибелі батька втік до Персії, побоючись помсти Земан-шаха. 1800 року брав у часть у боях проти останнього. В наступні роки діяв спільно з Фатіх Ханом, який 1809 року став фактичним володарем Дурранійської імперії. Того ж року призначається сардаром (військовим намісником) Кандагару. Поступово став напівнезалежним володарем.
У 1818 року вимушен був розділити владу над Кандагаром з рідними братами Шерділ-ханом, Рамділ-ханом і Мехрділ-ханом. При цьому фактична влада належала Пурділу і Шерділу. Їм довелося протистояти іншому зведеному брату — Дост Мухаммед-хану.
1823 році при захопленні Шерділ-ханом Кабула залишивсякерувати Кандагаром. Невдовзіразом з братом Мехрідл-ханом рушив на допомогу Шерділ-хану, який опинився під загрозою оточення з боку Дост Мухаммед-хана. Під час боїв захопив Аюб-Шаха Дуррані, якого наказав піддати тортуром, а сина того — шахзаде Ісмаїла — стратити.  Після укладання загального миру повернувся разом з Шердлі-ханом до Кандагару. 
1826 року після смерті брата Шерділ-ханом отримав першість серед ханів Кандагару.  Деякий час планував поставити на трон Кабула небожа Хабібулла Хана, але той загинув на шляху до Кандагару. Водночас епідемія холери зірвала план захопити Кабульське ханство, де зміг затвердитися Дост Мухаммед-хан. Продовжив політику попередника, зміцнивши владу над більшість Белуджистану, змусивши брата Рамділ-хана підкоритися. Також встановив зверхність над Сіндом.
1829 року зробив брата Коханділ-хана співправителем. Помер Пурділ-хан 1830 року від емфіземи легень, після чого почалася боротьба за владу.